# 3890 Бунін
3890 Бунін (3890 Bunin) — астероїд головного поясу, відкритий 18 грудня 1976 року.
Тіссеранів параметр щодо Юпітера — 3,553.